# Servicio Nacional de Salud (Reino Unido)
El Servicio Nacional de Salud (en inglés: National Health Service - NHS) es la entidad de prestaciones sanitarias públicas del Reino Unido. Creado el 5 de julio de 1948, el NHS se basa en la premisa de que la atención médica nace de la necesidad de esta y no de la capacidad de pago de cada individuo,  por lo que su financiación proviene del pago de impuestos y el presupuesto nacional. Las premisas iniciales de la atención del NHS han sido: gratis en el punto de entrega, comprensivo, equitativo e igualitario.
La organización del NHS ha cambiado con el tiempo. El NHS está dividido en la actualidad en cuatro unidades que dependen de país constituyente del Reino Unido: NHS England, NHS Scotland, NHS Wales y Health and Care NI (Irlanda del Norte).

## Privatización
El NHS ha vivido numerosos procesos históricos de privatización desde la década de los sesenta. En la introducción del emblemático ensayo El nacimiento de una contracultura, Theodore Roszak ya hacía hincapié en este asunto: «conforme pasa el tiempo, el NHS tendrá que desarrollarse y deberá adaptarse a las necesidades de un orden industrial maduro».
Desde el año 2017, decenas de miles de personas han salido a la calle a denunciar los problemas que amenazan uno de los sistemas sanitarios más prestigiosos del mundo.
Entre la documentación histórica recogida por la prensa británica, destaca un informe muy completo del escritor británico y crítico marxista Richard Seymour sobre la política privatización de empresas en Gran Bretaña, sus etapas y períodos. En A short history of privatisation in the UK: 1979-2012
En 1948 el NHS fue el primero en el mundo en ofrecer un servicio de salud completo, universal y gratuito. Algunos temen que este gran logro británico esté a punto de ser alterada su naturaleza pública, a manos del Partido Conservador.
En 2018, una vez más, en el marco del 70 aniversario de su creación las protestas volvieron a producirse.

## Presupuesto y financiación
El gobierno de cada país constituyente del Reino Unido decide el presupuesto en Sanidad en su jurisdicción, y recibe del Gobierno central la cantidad correspondiente. La financiación del gasto sanitario proviene esencialmente del impuesto mientras que las cotizaciones sociales están destinados a pagar prestaciones (jubilación, invalidez, paro y política de la familia).
El gasto total para la Sanidad en el Reino Unido en 2012 asciende a 127 mil millones de libras esterlinas, repartidos como sigue:
| Entidad            | Presupuesto (en millones de libras) |
| ------------------ | ----------------------------------- |
| NHS England        | 108 900                             |
| NHS Scotland       | 9 300                               |
| NHS Wales          | 5 800                               |
| Health and Care NI | 3 900                               |

### En inglés
- Roszak, Theodore: The Making of a Counter Culture (1969).
- Gorsky, Martin. "The British National Health Service 1948-2008: A Review of the Historiography," Social History of Medicine, Dec 2008, Vol. 21 Issue 3, pp 437-60
- Hacker, Jacob S. "The Historical Logic of National Health Insurance: Structure and Sequence in the Development of BritisÁh, Canadian, and U.S. Medical Policy," (enlace roto disponible en Internet Archive; véase el historial, la primera versión y la última). Studies in American Political Development, April 1998, Vol. 12 Issue 1, pp 57-130
- Rivett G C From Cradle to Grave - the first 50 years of the NHS.  King's Fund, London, 1998
- Stewart, John. "The Political Economy of the British National Health Service, 1945-1975: Opportunities and Constraints," Medical History, Oct 2008, Vol. 52 Issue 4, pp 453-470
- Valier, Helen K. "The Manchester Royal Infirmary, 1945-97: a microcosm of the National Health Service," Bulletin of the John Rylands University Library of Manchester, 2005, Vol. 87 Issue 1, pp 167-192
- Webster, Charles. "Conflict and Consensus: Explaining the British Health Service,"  Twentieth Century British History, April 1990, Vol. 1 Issue 2, pp 115-151